# Valkyrie (robot)

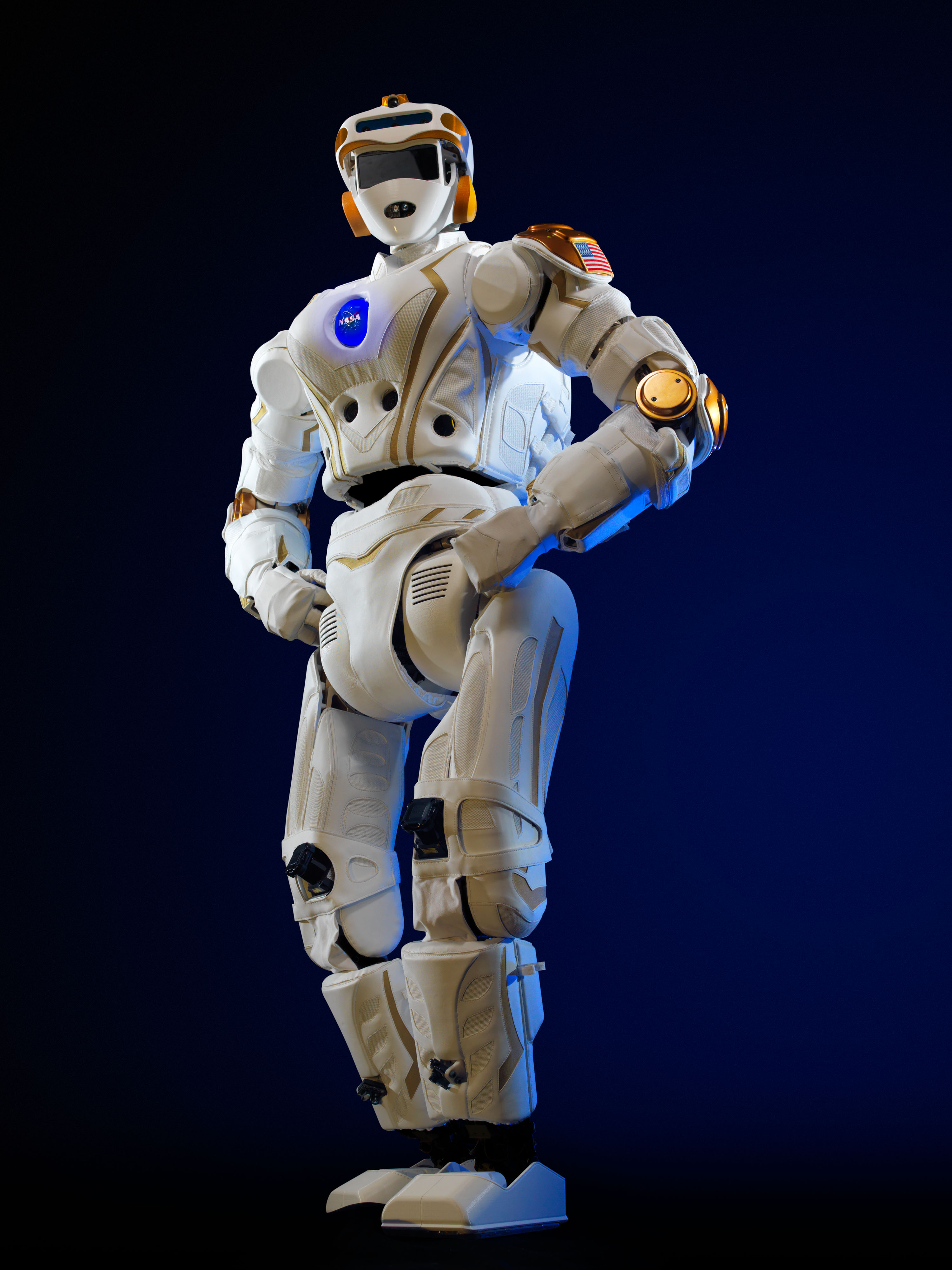
Le robot Valkyrie de la NASA.

Le robot Valkyrie ou R5 est un robot humanoïde développé par la NASA. Le robot a été conçu et construit par le Johnson Space Center pour participer au DARPA Robotics Challenge (DRC) de 2013.
Le robot pèse environ 140 kg possède 44 degrés de liberté, il mesure 1,88 m de hauteur et a deux processeurs Intel Core i7 embarqués. Son alimentation se fait soit par câble soit par batterie. Les batteries ont une énergie de 1,8 kWh.
Le robot a été utilisé en simulation pour le Space Robotics Challenge.
Une attention particulière a été portée sur le design du robot. Par rapport aux autres robots de la compétition, celui-ci possède des courbes féminines et est recouvert d’un «vêtement» à base de mousse qui lui donne un aspect moins métallique et qui le protège également des chocs. Valkyrie porte des chaussures de sport spécialement développées par la marque DC Shoes.